# Baie de Palk
La baie de Palk (en anglais : Palk Bay), autrefois connue sous le nom de golfe ou baie de Tondi, est un plan d'eau peu profond entre la côte sud-est de l'Inde et le Nord du Sri Lanka. Elle se situe à la jonction du golfe du Bengale au nord-est et de la mer des Laquedives au sud-ouest, séparée de cette dernière par le pont d'Adam. La baie de Palk correspond à la partie sud du détroit de Palk. Sa plus grande envergure, non loin du pont d'Adam, est de 135 km et  son ouverture septentrionale, entre la côte indienne et l'île de Karainagar (à l'extrémité de la péninsule de Jaffna), est de 72 km. Elle est fermée partiellement au nord par la péninsule de Jaffna, à l'est par la côte sri-lankaise, au sud par le pont d'Adam, enfin à l'ouest par la côte indienne. De nombreuses îles et bancs de sable ponctuent la baie, notamment les 19 îles aux abords de la péninsule de Jaffna — les plus importantes étant les îles de Kayts, Punkudutivu (Middleburg) et Delft — auxquelles il faut ajouter la petite île de Kachchatheevu située plus au large, entre Delft et Rameshwaram (île de Pamban, sur le pont d'Adam). 
La baie de Palk constitue une zone de crispation dans les relations indo-srilankaises,, concentrant les deux conflits importants autour de la démarcation des frontières maritimes entre les deux pays,. Le premier, résolu mais au souvenir encore vivace côté indien (surtout au Tamil Nadu), est le différend sur l'île de Katchatheevu. Le second — d'actualité — est le problème récurrent des pêcheurs indiens qui naviguent entre les eaux indiennes et sri-lankaises, leur détention par l'armée sri-lankaise et les accusations de pêche illégale portées à leur encontre par les populations littorales sri-lankaises,,.
Récemment dans le cadre des élections législatives indiennes de 2024, le différend frontalier au sujet de l'île de Katchatheevu a réémergé du côté de l'État central indien.